# آرامگاه معروف به شیخ کله پریده
بقعه معروف به شیخ کله پریده مربوط به دوره ایلخانی است و در شهرستان خاتم، روستای چاهک واقع شده و این اثر در تاریخ ۱۰ خرداد ۱۳۸۲ با شمارهٔ ثبت ۹۱۴۳ به‌عنوان یکی از آثار ملی ایران به ثبت رسیده است.